# 勒米鲁瓦尔
勒米鲁瓦尔（法語：Le Miroir，法語發音：[lə miʁwaʁ]）是法国索恩-卢瓦尔省的一个市镇，属于卢昂区。

## 地理
勒米鲁瓦尔（46°32'11"N, 5°20'4"E）面积18.48 平方千米，位于法国勃艮第-弗朗什-孔泰大區索恩-卢瓦尔省，该省份为法国中部省份，北起顺时针与科多尔省、汝拉省、安省、罗讷省、卢瓦尔省、阿列省和涅夫勒省接壤。
与勒米鲁瓦尔接壤的市镇（或旧市镇、城区）包括：布雷斯地区弗拉塞、欧雅、库桑斯、屈西亚、迪尼亚、屈索、多马坦莱屈索、弗龙特诺、萨日。

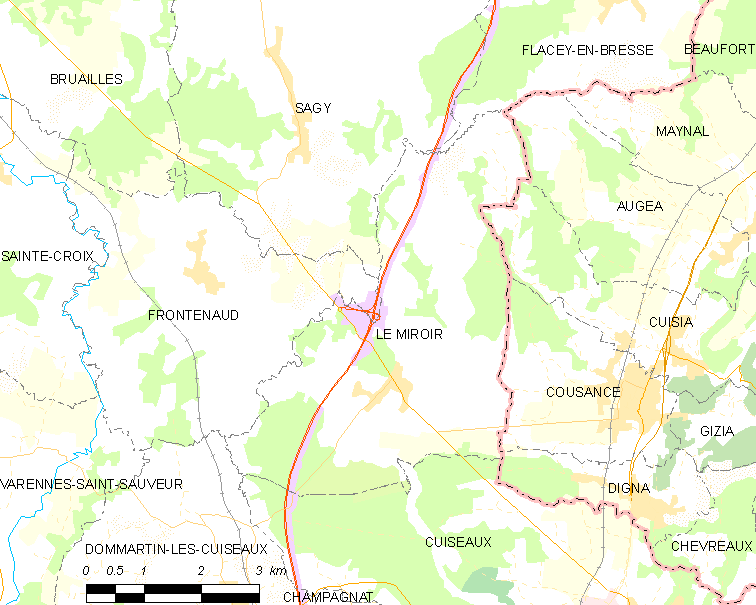
勒米鲁瓦尔的OSM定位图

勒米鲁瓦尔的时区为UTC+01:00、UTC+02:00（夏令时）。

## 行政
勒米鲁瓦尔的邮政编码为71480，INSEE市镇编码为71300。

## 政治
勒米鲁瓦尔所属的省级选区为屈索县。

## 人口

1962-2008年间勒米鲁瓦尔人口变化图示

勒米鲁瓦尔于2022年1月1日时的人口数量为593人。